# Laplatacris dispar
Laplatacris dispar es la única especie del género monotípico de tucuras de la familia Acrididae. Habita en zonas aledañas al Río de La Plata, en Argentina y Uruguay. 

## Etimología
El nombre género hace referencia al partido de La Plata, donde esta especie fue descripta por primera vez.

## Características
La mortalidad ninfal de Laplatacris se debe principalmente a arañas polífagas. Mientras que la mortalidad adulta de Laplatacris es causada predominantemente por depredadores y parásitos. 